# (16529) Dangoldin
(16529) Dangoldin est un astéroïde de la ceinture principale aréocroiseur.

## Description
(16529) Dangoldin est un astéroïde aréocroiseur. Il présente une orbite caractérisée par un demi-grand axe de 2,34 UA, une excentricité de 0,31 et une inclinaison de 22,7° par rapport à l'écliptique.

## Compléments